# Rufus Jones (écrivain)
Rufus Jones (né le 25 janvier 1863 et mort le 16 juin 1948) est un écrivain, enseignant, philosophe et quaker des États-Unis. Il est un des quakers les plus influents du XXe siècle.

## Famille et études
Rufus Matthew Jones est né à South China dans le Maine, il est le fils de Edwin et Mary Gifford Hoxie Jones, issus de deux anciennes familles quakers. Sa mère meurt alors qu'il n'a que 16 ans. Il fait ses études à Haverford College en Pennsylvanie, où il obtient sa maîtrise en 1886. En 1901 il obtient une seconde maîtrise à Harvard.
La première épouse de Rufus Jones, Sarah (ou Sallie) Coutant, meurt de rhumatisme articulaire aigu en 1899 alors que leur fils Lowell a seulement sept ans. Lowell meurt en 1903 des suites de la diphtérie. En 1900, Rufus Jones se fiance avec Ellen Woods, mais elle meurt du typhus avant qu'une date de mariage soit fixée. Il se remarie en 1902 avec Elizabeth Bartram Cadbury, d'une famille de l'élite quaker de Philadelphie, ils ont une fille nommée Mary Hoxie,.

## Itinéraire
Dès 1893 Rufus Jones enseigne la philosophie et la psychologie à Haverford, et ceci jusqu'à sa retraite en 1934.
Il est l'éditeur d'une revue quaker (The Friends' Review) de 1893 à 1912.
Rufus Jones est fondateur et président du comité pour la paix et le témoignage social de la Société religieuse des Amis (quakers) aux États-Unis, le American Friends Service Committee, organisation créée en 1917 sous le nom Haverford Emergency Unit. Il en sera président honoraire jusqu'à son décès.
En 1927, il se rend en Asie à l'invitation de YMCA. Son but principal est de s'adresser aux missionnaires en Chine, mais il s'arrête aussi au Japon, en Inde et en Terre sainte. En Inde, il rend visite à Gandhi et se rend sur le lieu de naissance du Bouddha. C'est lors de ce voyage qu'il conçoit une nouvelle approche de l'activité missionnaire, centrée sur l'aide humanitaire et le respect des autres religions.
En 1938, il participe avec deux autres personnes à une mission quaker en Allemagne avec l'objectif de rechercher des moyens pacifiques pour contrer le nazisme et soutenir les juifs.
Rufus Jones travaille beaucoup à rapprocher les divers courants quakers résultant des séparations du XIXe siècle, avec quelques succès.
Rufus Jones est mort à Haverford en Pennsylvanie.

## Philosophie
Il écrit spécialement sur le mysticisme, qui est l'un des aspects centraux de la foi quaker. Il fait une distinction entre mysticisme négatif et mysticisme positif, entre le contact avec une force impersonnelle et le contact avec un être personnel. Il défend une vision de Dieu comme être personnel avec lequel l'être humain peut interagir.

## Œuvres
Rufus Jones publie plus de 50 ouvrages, dont certains sont réédités plusieurs dizaines de fois. Le collège de Haverford détient une collection de plus de 500 livres et 157 boîtes d'archives contenant brochures, articles et archives personnelles.
- Practical Christianity, 1899
- Social law in the spiritual world; studies in human and divine inter-relationship, 1904
- The double search: studies in atonement and prayer, 1906
- The Abundant Life, 1908
- Studies in mystical religion, 1909 – 29ème édition en 2004
- Spiritual reformers in the 16th and 17th centuries, 1914 – 11ème édition en 2009
- The Inner Life, 1916
- Spiritual Energies in Daily Life, 1922
- Pathways to the Reality of God, 1931 – 7ème édition en 1936
- « Mystical Experience », in The Atlantic Monthly, mai 1942

Ouvrages centrés sur le quakerisme
- A dynamic faith, 1901 – 4ème édition en 1913
  - (fr) Le dynamisme de la foi, 1949 (Genève, Labor et Fides, trad. Marie Butts)
- The Quakers in the American colonies, 1911 – 17e édition en 2004
- A Service of Love in War Time: American Friends Relief Work in Europe, 1917-1919, 1920
- The later periods of Quakerism, 1921 – 11e édition en 1970
- The Faith and Practice of the Quakers, 1927 – 29e édition en 2007, en trois langues